# Brunsbüttel
Brunsbüttel – miasto w północnych Niemczech, w kraju związkowym Szlezwik-Holsztyn, w powiecie Dithmarschen. Leży przy ujściu rzeki Łaby w pobliżu Morza Północnego. W 2013 r. miasto liczyło 12 721 mieszkańców.

## Położenie geograficzne
Brunsbüttel położone jest na prawym brzegu Łaby, przy jej ujściu (estuarium) do Morza Północnego. Dodatkowo krzyżują się w Brunsbüttel dwa ważne szlaki wodne Niemiec i Europy: rzeka Łaba oraz Kanał Kiloński, łączący Morze Północne z Bałtykiem. Dzięki swojej lokalizacji Brunsbüttel jest siódmym co do wielkości miastem portowym Niemiec.

## Turystyka
W latach 1887–1895 wybudowany został Kanał Kiloński, który w Brunsbüttel łączy się z Łabą. Kanał i system śluz stanowią magnes dla turystów i amatorów żeglugi. Podczas przekopywania kanału usypano na jego brzegach kopce, które stanowią doskonałe punkty widokowe na miasto i okolicę.

## Urodzeni w Brunsbüttel
- Jennifer Oeser – niemiecka lekkoatletka specjalizująca się w wielobojach

## Przemysł

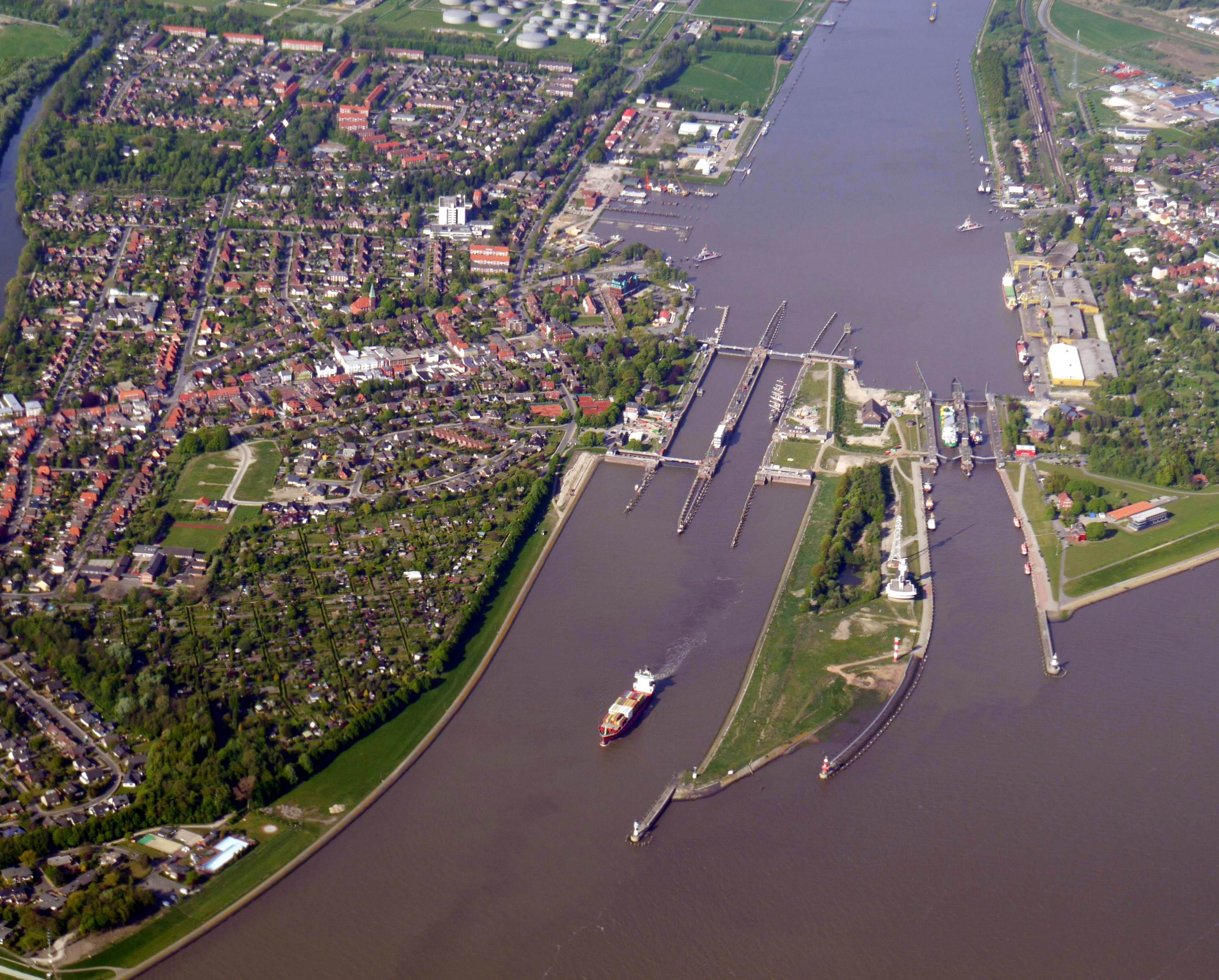
Brunsbüttel, widok na śluzy i Kanał Kiloński

W Brunsbüttel  (dokładnie 3 km na wschód od miasta) znajduje się uruchomiona w 1977 elektrownia atomowa o mocy 771 MW. W 2007 została wyłączona z eksploatacji. W 2011 zapadła ostateczna decyzja o niewznawianiu pracy elektrowni.